# Ер-Раян (футбольний клуб)
Спортивний клуб «Ер-Раян» або «Ар-Раян» (араб. نادي الريان الرياضي) — катарський футбольний клуб із міста Ер-Раян, який виступає у найвищому дивізіоні Катару. Виставляє склади у багатьох видах спорту, таких як футбол, футзал, баскетбол, волейбол, гандбол, легка атлетика, настільний теніс і плавання. Грає на стадіоні «Ахмеда бен Алі». «Ар-Райян» заснований у 1967 році в результаті злиття старої команди «Райян» з клубом «Нусар». Кольорами команди є червоний і чорний. Має прізвисько «Леви».
Клуб виграв багато титулів у всіх видах спорту, в тому числі двічі на азійському чемпіонаті з баскетболу, арабською чемпіонаті з гандболу, міні-футболу, а також у настільному тенісі та волейболі. Так чи інакше, майже всю підтримку отримує саме футбольний склад «Ар-Райяна».

## Історія
«Ер-Раян» був заснований в 1967 році, коли злився з «Нусаром». У перші десять сезонів він виступав досить успішно. В 1976 і 1978 роках команда виграла лігу. Пізніше вона досягала того ж успіху у 1982, 1984, 1986, 1990 та 1995 роках. Тоді клуб домінував у лізі нарівні з «Аль-Арабі» і «Ас-Саддом». Також клуб виграв інші трофеї, такі як Кубок Принца Катару і Кубок Еміра. Після цього «Ер-Раян» особливих успіхів не досягав. Єдиним винятком є сезон-2010/11, коли клуб зайняв третю сходинку в чемпіонаті.
«Ер-Раян» є єдиним клубом в історії, який виграв чемпіонат з негативною різницею голів. Сталося це в сезоні-1983/84. В світі того ж «успіху» досягли шість команд.

## Досягнення
- Чемпіонат Катару
  -  Чемпіон (8): 1975–76, 1977–78, 1981–82, 1983–84, 1985–86, 1989–90, 1994–95, 2015–16

- Другий дивізіон Чемпіонату Катару
  -  Чемпіон (2): 1988–89, 2014–15

- Кубок наслідного принца Катару
  -  Володар (4): 1995, 1996, 2001, 2012

- Кубок Еміра Катару: 6
  -  Володар (6): 1999, 2004, 2006, 2010, 2011, 2013

- Кубок шейха Яссіма: 5
  -  Володар (5): 1992, 2000, 2012, 2013, 2018

## Відомі гравці

### Місцеві футболісти
До списку потрапили гравці, які провели понад 90 матчів за клуб або понад 100 матчів за національну збірну
| - Мансур Муфтах – 324 матчі - Юнес Алі – 118 матчів - Мохаммед Салем аль-Іназі – 92 матчі - Валід Яссім – 99 матчів |  | - Аділ Ламі – 91 матч - Алі Рахма аль-Маррі – 121 матч - Абдулрахман Месбех – 204 матчі - Сальман Месбех – 187 матчів |

### Гравці з подвійним громадянством
| - Омар Барі - Мохаммед Алаельдін - Муаз Юсеф - Тахер Закарія |  | - Фабіу Сезар Монтезіні - Родрігу Барбоза Табата - Ахмед Алаельдін - Себастьян Сорія |

### Легіонери
| - Еміль Мпенза - Сонні Андерсон - Марсело Жозе Бордон - Нілмар - Роке Жуніор - Рікардінью - Тіагу Рібейру - Маріо Баслер - Фернандо Єрро - Серхіо Гарсія - Саломон Олембе - Ко Мйон Жи - Башар Абдулла |  | - Ясім аль-Хувайді - Джамал Мубарак - Франк де Бур - Рональд де Бур - Ахмед Мубарак аль-Махаіджрі - Ахмад аль-Хосні - Хассан Мудхафар аль-Хейлані - Віктор Касерес - Яцек Бонк - Наїф аль-Каді - Марко Девич - Гонсало Віейра - Сабрі Лямуші |

## Відомі тренери

### Старий Ер-Раян
- Джамал Закут (19??–67)1

### Ер-Раян
Теперешні та колишні тренери Ар-Райяну з 1967 року (список неповний):
| - Салім Ашур (1967–??), (1973–??)1 - Салех Юссеф (в.о. 1976)2 - Пауелл (1976–??)3 - Абдул Монейм аль-Хадж (1981–83) - Вава (1984–85) - Вейн Джонс (1985) - Колін Добсон (1985–87) - Вава (в.о. 1989) - Алан Дікс (1989–90) - Абдул Монейм аль-Хадж (1990) - Рене Сімоїш (1 липня 1990–91) - Луїш Альберту (1991–92) - Рене Сімоїш (1992 – 30 червня 1993) - Карлуш Роберту Кабрал (1993–94) - Йорген Е. Ларсен (1 липня 1994 – 30 червня 1995) - Еварісто ді Маседу (1995) - Бенні Йохансен (1 липня 1995–96) - Еід Мубарак (1996–97) [недоступне посилання з червня 2019] - Антоній Пехничек (1997) - Здзислав Подедворний (1997–98) - Алан Джонс (1998) - Еід Мубарак (1998) | - Роалд Поульсен (1998–99) - Йорген Е. Ларсен (1 липня 1999 – 30 червня 2000) - Жозе Дутра душ Сантуш (2000) - Паулу Кампуш (2000) - Сантуш (2000–01) - Паулу Енріке (2001–02) - Амарілдо (2002) - Жан Кастанеда (2002–04) - Боссе Нільссон (2004) - Йорген Е. Ларсен (1 липня 2004 – 30 червня 2005) - Рон ван ден Берг (2005) - Луїс Фернандес (26 червня 2005 – 15 листопада 2005) - Хассан Хорматаллах (листопад 2005–05) - Ладіслас Лозано (2005–06) - Рабах Маджер (2006 – 30 червня 2006) - П'єр Лешантр (2006–07) - Паулу Аутуорі (2 травня 2007 – 17 травня 2009) - Маркуш Пакета (1 липня 2009 – 30 червня 2010) - Паулу Аутуорі (21 листопада 2009 – 30 червня 2011) - Дієго Агірре (6 вересня 2011 – 3 листопада 2013) - Маноло Хіменес (4 листопада 2013 – 20 травня 2015) - Хорхе Фоссаті (20 травня 2015–) |

### Менеджери-адміністратори
- Ашраф Мехді (1984–85)
- Саад Абу ель-Дахаб (1985–)[6]

Примітки
- 1. Не професійні тренери; працювали місцевими вчителями фізкультури.
- 2. Перший професійний тренер.
- 3. Перший не арабський тренер.